# Carlo Maria Viganò
Pour les articles homonymes, voir Viganò.
Carlo Maria Viganò, né le 16 janvier 1941 à Varèse, est un prélat catholique italien. Il a été nonce apostolique pour le Saint-Siège et a aussi rempli des missions au sein du Gouvernorat de l'État de la Cité du Vatican. En juillet 2024, à la suite d'une rupture avec le Vatican, il est excommunié latæ sententiæ pour schisme.

## Biographie
Carlo Maria Viganò est né le 16 janvier 1941 à Varese, en Italie au sein d'une famille aisée dont le père (mort en 1961) est un industriel de l'acier. Il a plusieurs frères et sœurs dont un frère jésuite. L'héritage paternel important  étant d'abord géré en indivis va donner lieu plus tard à des procès au sein de la fratrie : Carlo Maria, qui a profité de son passeport diplomatique pour abriter la fortune familiale en Suisse, est accusé par certains de ses frères et sœurs d'en avoir détourné une partie à son profit.  
Il est ordonné prêtre le 24 mars 1968. Il obtint, à la fin de ses études, un doctorat en droit canonique. En 1973, il entre au service diplomatique du Saint-Siège et travaille aux missions diplomatiques papales en Irak (en) et en Grande-Bretagne. De 1978 à 1989, il occupe des postes pour le compte du Secrétariat d’État du Vatican. Il est nommé comme envoyé spécial et observateur permanent du Saint-Siège auprès du Conseil de l'Europe à Strasbourg le 4 avril 1989.
Outre l'italien, il parle le français, l'espagnol et l'anglais.

### Nonce apostolique au Nigeria
Le 3 avril 1992, il est élevé au rang d'archevêque titulaire d'Ulpiana (de), au Kosovo, et nonce apostolique au Nigeria (en) par le pape Jean-Paul II. Il est consacré évêque par ce dernier, Franciszek Macharski et Angelo Sodano étant les co-consécrateurs, le 26 avril de la même année. Le pape le rencontre lors de sa visite au Nigeria.

### Chef du personnel au Vatican
À la fin de sa mission au Nigeria, il est affecté à des fonctions au sein du Secrétariat d'État du Vatican en qualité de délégué des représentations pontificales, faisant de lui le chef du personnel de la curie romaine. Il occupe cette fonction jusqu'à ce qu'il devienne secrétaire général pour le gouvernorat de l'État de la Cité du Vatican le 16 juillet 2009.

### Secrétaire général du gouvernorat de la Cité du Vatican
En 2009, Carlo Maria Viganò est nommé secrétaire général pour le gouvernorat du Vatican. À ce titre, il met en place des procédures comptables, ce qui permet de transformer un déficit de 10,5 millions de dollars pour le Vatican en un excédent de 44 millions de dollars en l'espace d'un an.
En 2010, Viganò propose que la Cité du Vatican sorte de l'euro afin d'éviter de nouvelles réglementations bancaires. Le Vatican rejette sa proposition et accepte les contrôles exigés ainsi que des réglementations bancaires plus strictes.
Au Vatican, il lutte contre la corruption et le népotisme, jusqu'à remettre en cause le cardinal Tarcisio Bertone, alors secrétaire d'État. Cette attitude lui donne une image d'homme énergique luttant contre les intrigues internes, un portrait nuancé par certains de ses collaborateurs qui le décrivent également comme intrigant, ambitieux et colérique.

### Nonce apostolique aux États-Unis
Le 19 octobre 2011, il est nommé nonce apostolique à Washington.
Dans un courrier révélé à l'occasion du Vatileaks, Viganò se plaint de cette mutation pour, selon ses dires, avoir révélé l'existence d'affaires de corruption, népotisme et favoritisme entre le Vatican et des partenaires italiens. D'autres pièces évoquent des conflits internes concernant la supervision de l'Institut pour les œuvres de religion (IOR, la Banque du Vatican), dont le président Ettore Gotti Tedeschi, accusé de « mauvaise gouvernance », a été limogé.
En janvier 2016, à 75 ans, atteint par la limite d'âge, il présente sa démission au pape François qui  l'accepte le 12 avril 2016. Christophe Pierre lui succède à la tête de la nonciature. Il est alors l'objet d'une enquête sur l'éventuelle couverture d'abus sexuels dans l'archidiocèse de Minneapolis et se rapproche alors des courants ultraconservateurs hostiles au pape François. Il souscrit aux doutes émis par les cardinaux Burke, Caffarra, Brandmüller  et Meisner à l'occasion de la publication de l'exhortation apostolique Amoris lætitia, en 2016.

### Rupture avec Rome

#### Lettre ouverte
En juin 2018, il est publiquement révélé que le cardinal Theodore McCarrick a abusé sexuellement de mineurs ainsi que de plusieurs séminaristes adultes. En conséquence, ce dernier démissionne de ses fonctions de cardinal en juillet. Le 25 août, Viganò publie une lettre de onze pages qui affirme que l'affaire est plus grave qu’on ne l’imagine et que les autorités vaticanes et plusieurs évêques étaient au courant, voire complices. La publication appelle à la démission des plus hautes instances du Vatican et du pape lui-même. 
Selon cette lettre, Gabriel Montalvo et Pietro Sambi, nonces aux États-Unis, auraient informé le Vatican du « comportement profondément immoral de McCarrick auprès des séminaristes, de prêtres » dès 2000. Cependant, d'après Carlo Maria Viganò, rien n'aurait été fait pour arrêter McCarrick. Il accuse en outre les cardinaux Sodano, Bertone et Parolin de n'avoir rien fait, alors qu'ils auraient été au courant des comportements déviants de McCarrick. Enfin, Viganò affirme avoir écrit une lettre en 2008 à Richard Sipe, expert en affaires de violences sexuelles. En conséquence le pape Benoît XVI aurait imposé à McCarrick de sévères restrictions dans ses mouvements et dans son ministère, lui interdisant de sortir du séminaire où il vivait et de célébrer la messe en public. Cependant, selon Viganò, le pape François aurait ensuite réhabilité McCarrick en l'érigeant comme « son conseiller de confiance », en dépit du fait que le pape François « savait depuis au moins le 23 juin 2013 que McCarrick était un prédateur sexuel. Il savait qu'il était un homme corrompu ».
Dans sa lettre, Carlo Maria Viganò accuse le pape François ainsi que plusieurs prélats — dont Donald Wuerl, William Levada, Marc Ouellet, Lorenzo Baldisseri, Jésus Montanari, Leonardo Sandri, Fernando Filoni, Giovanni Angelo Becciu et Robert McElroy — d'avoir été au courant, au moment des faits, des actes de harcèlement sexuel dont le cardinal s’était rendu coupable, et dénonce sinon le manque d'actions pour mettre fin à ses agissements, du moins un certain laxisme à son égard.
Carlo Maria Viganò demande en outre au pape et à ceux qui auraient dissimulé la conduite de McCarrick de démissionner : « En ce moment extrêmement dramatique pour l'Église universelle, il [le pape François] doit reconnaître ses erreurs et, conformément au principe proclamé de tolérance zéro, le pape François doit être le premier à donner l’exemple aux cardinaux et aux évêques qui ont dissimulé les abus de McCarrick, et démissionner avec eux. »

##### Auteurs et diffusion
Il s'avère que le rédacteur de ce « témoignage » est le journaliste italien Mario Tosatti, ancien vaticaniste de la La Stampa et contempteur habituel du pape François, et que le contenu élaboré en compagnie de Vigano est truffé d'erreurs, de contradictions et d'omissions qui remettent fondamentalement en cause la pertinence de son contenu. Par ailleurs, le mécène catholique américain Tim Busch affirme avoir participé à la rédaction du document avant de se rétracter après que Georg Gänswein, le secrétaire du pape émérite Benoît XVI, qualifie de « fake news » l'information selon laquelle ce dernier aurait confirmé le récit de Vigano. Son hebdomadaire, le National Catholic Register, n'en est pas moins parmi les premiers organes de presse conservateurs et blogs traditionalistes ou intégristes qui publient simultanément la diatribe, avec Riposte catholique en France ou encore InfoVaticana (en) en Espagne.

##### Évaluations de la lettre par les médias
Le New York Times a déclaré que la lettre de Carlo Maria Viganò contenait « des allégations non fondées et des attaques personnelles » et l'a décrite comme « une déclaration de guerre contre le pape François, probablement à son moment le plus vulnérable »[réf. nécessaire].
L'Associated Press décrit Carlo Maria Viganò comme « un conservateur dont les vues homophobes pures et dures sont bien connues » et suggère, sans néanmoins jamais le prouver, que ces prises de position seraient à l'origine de son accusation[réf. nécessaire]. 
Matthew Schmitz, rédacteur en chef du journal néoconservateur First Things, écrit que la lettre de Viganò a plongé l'Église catholique « dans une guerre civile totale »[réf. nécessaire].
Jean-Marie Guénois, rédacteur en chef, chargé des religions au Figaro Magazine, relève que Viganò « est un homme d'autorité, de grande carrière ecclésiastique, habituellement très sérieux ». Il voit également dans les attaques contre Viganò « un nuage de fumée, signe d'un embarras au plus haut niveau sur ce que dénonce le prélat ».

##### Réactions du pape
Au-delà de la dénonciation des abus de McCarrick, le texte appelle à la démission des plus hautes instances du Vatican et du pape lui-même, dans ce qui s'apparente à un pronunciamiento à l'encontre des autorités vaticanes, dans une tentative, selon Nicolas Senèze, de pousser le pape vers la sortie et de peser sur le conclave qui suivrait cette démission. 
Interrogé par un journaliste pour répondre aux allégations de Carlo Maria Viganò, le pape François répond : « J'ai lu ce matin ce communiqué, je l'ai lu et je dirai sincèrement que je dois vous dire ceci, à vous et à tous ceux d'entre vous qui sont intéressés : lisez attentivement le communiqué et faites-vous votre propre jugement. Je ne dirai pas un mot là-dessus. Je pense que le communiqué parle de lui-même. Et vous avez la capacité journalistique suffisante pour tirer des conclusions. C'est un acte de confiance. Quand on passe un peu le temps et vous avez les conclusions, peut-être je parlerai mais j'aimerais que votre maturité professionnelle fasse ce travail. Cela vous fera vraiment du bien. »
Les différents travaux d'enquête menés par la presse démontent les accusations portées contre François qui tombent les unes après les autres.

##### Réactions des cardinaux et évêques à la lettre
Le cardinal Daniel DiNardo, président de la Conférence des évêques catholiques des États-Unis, publia une déclaration déclarant que la lettre de Viganò soulevait des questions qui « méritent des réponses concluantes et fondées sur des preuves. »
Le porte-parole de l’archevêque de Washington, le cardinal Donald Wuerl, a déclaré que ce dernier n’avait jamais reçu d’informations de Carlo Maria Viganò concernant McCarrick.
Certains évêques américains ont critiqué la missive de Carlo Maria Viganò. Le cardinal Joseph Tobin, archevêque de Newark, publia une déclaration critiquant la déclaration de Viganò, la décrivant comme contenant des « erreurs factuelles, des insinuations ».
Robert McElroy, évêque de San Diego, déclara qu'au lieu de rechercher une « vérité complète », Viganὸ s'adonnait à la « partisanerie, la division et la distorsion ».
D'autres évêques américains sont plus positifs. Thomas Olmsted, évêque de Phoenix, déclara qu'il avait « toujours respecté Viganò en tant qu'homme de vérité, de foi et d'intégrité » et demanda que les revendications de sa lettre « fassent l'objet d'une enquête approfondie ». De même, David Konderla, évêque de Tulsa, déclara que les allégations de Viganò seraient « une bonne chose pour commencer les enquêtes ». Dans une lettre ouverte adressée à Donald Trump, il dénonce le « great reset des mondialistes contre qui il (Donald Trump) est un rempart ».

#### Prise de positions sur la pandémie de Covid-19 et le décès de George Floyd
En mai 2020, lors de la première vague de la pandémie de Covid-19, Viganò sort de son silence en signant une pétition pour la reprise des cultes qui auraient été interdits par « un gouvernement mondial » hors de contrôle. Le 7 juin 2020, Carlo Maria Viganò adresse au président des États-Unis Donald Trump un courrier associant les émeutes consécutives au décès de George Floyd à l'Apocalypse. En octobre 2020, en pleine campagne présidentielle américaine, il écrit une lettre ouverte de soutien à Donald Trump où il développe à nouveau la thèse d'une dictature sanitaire, prélude à une « grande réinitialisation » financée par le Forum économique mondial.
Selon Libération, le prélat est « connu pour ses positions antivax et complotistes ». La Vie estime qu'il partage « une forme de théorie du complot moulée dans des références religieuses ». Il soutient le mouvement intégriste Civitas.

#### Reconsécration et accusations de schisme
Fin 2023, Richard Williamson le consacre à nouveau évêque « sous condition ».
Le 20 juin 2024, le prélat est convoqué au dicastère pour la Doctrine de la foi : il est visé par un procès pour ses propos irrévérencieux à l’égard du pape François ; il est accusé de contester la légitimité du pape, d’avoir rompu la communion avec lui et de rejeter le concile Vatican II, ce qui ferait de lui un schismatique, menacé d’excommunication. Dans son argumentaire, Viganò se compare à Marcel Lefebvre, ce à quoi la Fraternité sacerdotale Saint-Pie-X réagit en se désolidarisant des propos de Carlo Viganò contestant la légitimé du pape François, en indiquant que les propos qu'il tient relèvent du sédévacantisme. Le 5 juillet 2024, le dicastère pour la Doctrine de la Foi annonce son excommunication latae sententiae pour schisme,.

## Succession apostolique
Carlo Maria Viganò a ordonné les évêques suivants :
- Archevêque Anthony John Valentine Obinna (1993)
- Archevêque Gabriel 'Leke Abegunrin (de) (1995)
- Évêque Martin Igwe Uzoukwu (de) (1996)
- Archevêque Alfred Adewale Martins (de) (1998)

## Publications
- Un Archevêque parle : textes de Mgr Carlo Maria Viganò (2020-2021), Avrillé, éd. Saint-Dominique, 2021, 165 p. (ISBN 978-2-9580631-0-8).
- Homélies et Méditations pour les Grandes Fêtes Liturgiques (préf. Léon-Pierre Durin), Paris, éd. Médias Culture et Patrimoine, 2024, 294 p. (ISBN 978-2-9593043-1-6).